# Шеховцов, Александр Александрович
Шеховцов Александр Александрович (21 апреля 1939, Харьков) — современный украинский художник, живописец, дизайнер. Участник областных, республиканских, всеукраинских и международных выставок. Один из основателей творческого объединения «Буриме». Заслуженный деятель искусств Украины (2009).
Работы художника хранятся в музейных и частных собраниях Украины и зарубежья. 

## Биография
Родился 21 апреля 1939 года в городе Харьков. В 1970 году окончил Харьковский художественно-промышленный институт ныне Харьковская государственная академия дизайна и искусств. Своими учителями считает М. Шапошникова, В. Ермилова, О. Евтушенка, А. Хмельницкого, В. Ландкофа.
Работал дизайнером (с 1967) и заместителем директора (1980—1987) в Харьковском филиале Всесоюзного научно-исследовательского института технической эстетики. Член оргкомитета учредительного съезда Союза дизайнеров СССР (1983). Член правления Союза дизайнеров УССР (1987).
Занимал должность директора Харьковского художественного музея (1987—1989).
Лауреат творческой премии в области дизайна им. В. Ермилова (Харьков, 1997). Лауреат Третьей Международной Артиады (Москва, 1997).
Работает в творческой мастерской (с 1989). Является членом и одним из основателей украинского творческого объединения «Буриме».
Руководитель и участник творческих проектов: «Шаг за шагом» (антология выставок группы «Буриме»: «Дизайн — форум 2003»; «Святые горы: пленэры 2003—2004»; «Слобожанщина — край вдохновения» и др.); «Круг Буриме» (ХХМ, 2005).
Участник выставочно-издательских проектов: «Дорогами Васильковского: взгляд через века» (2004—2008); «Украинские твердыни» (2007); «Сирия: путями первых христиан» (2008); «Утопия Ван Гога. Цивилизация любви» (2008).
Один из организаторов и участник культурно-художественных акций, среди них — посвящённые юбилеям Г. С. Сковороды (Музей Г. Сковороды в с. Сковородиновка, 2002); Ф.Нансена (Дом учёных, Харьков, 2002).
Инициатор проведения семинаров — пленэров на Слобожанщине и в Крыму.
Является мастером лирического пейзажа и абстрактного экспрессионизма.

## Персональные выставки
В 1983 году выставка в Музыкально — театральной библиотеке им. К. Станиславского, Харьков.
В 1987 году выставка в Доме Союза художников, Харьков.
В 1989 году выставка в Картинной галерее лауреатов премии им. И. Ю. Репина, Чугуев.
В 1995 году выставки в Центральном доме художника (Москва); издательстве «Наследие» (Москва); Здании посольства Украины (Москва);
Российской музыкальной академии им. Гнесиных (Москва); Доме творчества Союза композиторов СССР (Старая Руза, Московская обл.).
В 1997 году выставка в Мемориальном музее А.Грина, Феодосия.
В 1998 году выставки в Выставочном центре «Красные палаты» (Москва); Харьковском художественном музее (Харьков).
В 1999 году выставка в галерее «Маэстро», Харьков.
В 2001 году выставка в Харьковском национальном академическом театре оперы и балета. Международный бизнес-форум. Харьков.
В 2003 году выставки в Доме ученых (Харьков); Галерее АВЭК (Харьков).
В 2005 году выставка в Доме Нюрнберга, Харьков.
В 2007 году выставка в галерее «Маэстро», Харьков.
В 2009 году выставка в Харьковском художественном музее, Харьков.
В 2011 году выставка в Центре современного искусства и культуры имени А. И. Куинджи, Мариуполь.
В 2014 году выставка пейзажной лирики в Доме ученых, Харьков.
В 2016 году выставка в рамках проекта «Цивилизация любви» в Художественной галерее им. Г. Семирадского, Харьков.
В 2018 году выставка в Художественной галерее И. Е. Репина, Чугуев.
В 2019 году выставка в Художественной галерее им. Г. Семирадского, Харьков.

## Избранные работы
- серия работ «Графика: стратегии соблазна»
- серия работ «Лики»
- серия работ «Стихии»
- серия работ «Эклоги»
- серия работ «Элегии»
- серия работ «Лирический пейзаж — Натальевка, Святогорск»
- серия пейзажей по христианским местам мира (Сирия, Турция, Россия, Израиль, Украина)

## Награды
- Заслуженный деятель искусств Украины (18 августа 2009 года) — за значительный личный вклад в социально-экономическое, культурное развитие Украинского государства, весомые трудовые достижения и по случаю 18-летия независимости Украины[1]